# 幻影都市
『幻影都市 ILLUSION CITY』（イリュージョン・シティ）は、1991年12月14日に日本のマイクロキャビンから発売されたMSXturboR用サイバーパンク超伝奇RPG。
202X年の香港を舞台としており、下層地区を管轄する人民警察の美紅がハイウェイで一人の少女を保護した事から物語が始まり、主人公の天人を操作してゲームを進行する。ゲームシステムはコマンド選択式のオーソドックスなRPGであるが、フィールド上のキャラクタードットで表現する操演システムを特徴としている。
開発はマイクロキャビンが行い、企画およびディレクターは『フレイ』（1990年）を手掛けた中津泰彦、コンセプトデザインは百鬼丸、シナリオは『サークII』（1990年）を手掛けた加藤雅史、音楽は『サーク』（1989年）を手掛けた新田忠弘および福田康文、瓜田幸治、イメージイラストはイラストレーターの橘田幸雄が担当している。
1992年にPC-9801、PC-88VA、X68000に移植され、1993年にはFM-TOWNS、メガCDに移植された。PC-9801版は2009年にWindows XP SP3/Vista/Windows 7用ソフトとしてプロジェクトEGGにて配信された。また、2017年にはWindows 10対応版として再度配信された。

## 概要
オリジナル版となったMSX turboR版は以下の仕様となっている。
画面の横解像度がSCREEN5の256ドット（一部のシーンではSCREEN7の512ドット）で、PC-9801版の640ドットやX68000版の768ドットより低い為、他機種版等に実装されているキャラクターの簡易データ表示（LV、HP、MP）がメイン画面からは削除された仕様になっている。
そのため、ゲーム中盤で体力減少のペナルティアイテム『餓鬼玉』を拾った場合はその仕様が問題となる（他機種版では簡易データ表示によりHPの減少が一目で把握できるが、それが削除されているMSX版は把握が困難となり、戦闘がHPの少ない状態でいきなり始まってもペナルティアイテムを拾った事に気が付きにくい状況に陥る）。
他機種版と異なり、戦闘で術を使用する際には術の詠唱を行う（後述のMEGA-CD版にも継承された）。
MSX turboR専用版で開発・発売されたためMSX-MUSICに標準対応し、さらにMIDI音源にも対応している。
操作性に関してもパソコン版の共通仕様である他機種と同様にキーボード・ジョイパッド・マウスに対応し、処理速度も速いため他機種と比較しても遜色の無い快適なプレイが可能となっている。
一方、登場人物同士のプラトニックな愛が描かれたり、男色家がいたりするなど、物語にはきわどい要素も含まれている。

## ゲーム内容

### システム
オーソドックスなフィールドタイプRPGであり、戦闘もコマンド選択方式である。当時はビジュアルシーンと呼ばれるアニメ絵がゲーム中に何回も入るシステムが主流であったが、XaKシリーズで採用されていた“VRシステム（Visual Representation System）”と、ビジュアルシーンを廃してそれに変わる為に開発されたフィールドキャラクターによる演出の“操演システム”の2つをメインに据えている。

### キャラクターの成長
通常のRPGと同じくEXP（経験値）によるレベルアップ（最高99）と武器を使用すればするほど命中率及び攻撃力が上がって行く武器スキルレベル（最高200）の2つの成長システムをとっている。武器スキルは各キャラクター毎にスキルを持っており最初から数値の高い得意武器を育てるか、マルチに展開させるかはプレイヤーに委ねられる。この武器スキルシステムで気をつけるのはプロジェクトEGG版のみ確認されているが、武器スキルレベルの上げすぎによる命中率の低下（数字上では200%を超えている）。武器スキルレベルを最高にすると一部の敵に対しては全く攻撃が命中しない状態に陥るので注意が必要になる。またイベントでカッシュ・老師・ホウメイの3人は大幅なレベルアップが施され、物語終盤で再加入する美紅はレベル補正と装備の一部追加が施される。

### 術の取得
通常のRPGではレベルアップにより魔法や術を覚えるシステムをとっているが、本作では天人のみがダーサの像の封印を解放する事によって覚えて行く。これはゲーム中でも老師から天人に語られているが、ダーサの像の封印を解放する事によって『天』の力を得ると同時に失われた記憶を取り戻すという事に起因している。当然の事だが、風のダーサの像の封印を解けば風の力を得るといった演出もなされている。
本作で術が使用可能なパーティーキャラは天人・シュウ老師・薬師カイ・南天リーの4人のみで、天人以外の3人は初期設定のまま新たな術の取得を行わない。

### VRシステム
Visual Representation System(ビジュアル・リプレゼンテーション・システム)の略。元々はXaKの為に開発されたマップ・キャラクタ合成表示システムの総称。システムの基本としてはハーフ・トップ・ビュー（斜め見下ろし）の為のシステムであるが、限りなく現実に近いリアルな表現を追求する為にバージョンアップが繰り返されており、幻影都市ではそのバージョンは2.5まで引き上げられている。その特徴は以下の通り。
- より奥行きのある背景表現を可能とした、多重スクロールのサポート。
- 同一マップ内でのクロスする通路などの高度な表現のサポート。
- XaKの第一作目と比べ約4倍ものグラフィック・パーツが使用出来る為、細かなマップ表現が可能。
- VRシステムの特徴である立体的なマップ構成のサポート。

### mealシステム
メッセージや条件を定義するシナリオデータ作成システム。マイクロキャビンが専用に開発したコンパイラ、リンカ、ドライバが作成から実行までをサポートし、高度なシナリオ記述を可能としている。また『操演システム』のサブシステムとして使用されている。

### 操演システム
幻影都市で初めて採用されたこのゲームの根幹とも言えるシステム。オールグラフィックによるビジュアルシーンではない演出をする為に開発された。マイクロキャビンによる専用演技指導ツールにより簡単にキャラクターの操演をサポートし、複雑な動きも、mealシステムとの組み合わせで簡単にシナリオに組み込む事が可能となっている。また理論上、何十ものキャラクターを同時に動かす事が可能であり、その大勢のキャラクター操演は魔天教演舞堂でのシャオメイの儀式で見る事が出来る。

## 設定

### ストーリー
200X年、中国返還後の香港は原因不明の地殻変動により一夜にして壊滅した。
原因が掴めない状態が続くも国際情報企業集団SIVAが中国政府から調査という名目で、香港の混乱鎮圧を請け負う。
数ヵ月後には調査活動を終了し、障害が排除されたと報告。やがてSIVAは中国政府より香港の都市回復を条件に主権を移譲し、自治権を獲得する。
202X年。旧香港の災害を覆いつくす様に設計施工された人工地殻上には近代都市が築かれ、上空にはスピナーが飛び交い、地上にはEVが疾走する新香港（ネオ・ホンコン）。
新たに造られた人工地殻エリアは上層区域（インナーエリア）と呼ばれ、人工地殻の下にある旧香港は下層区域（アウターエリア）と呼ばれている。下層区域を管轄とする人民警察の美紅がハイウェイで一人の少女を保護した所から物語は始まる。

### SIVA
本作の舞台となる新香港を統括する『国際情報企業集団』。社名の由来はヒンドゥー教の3最高神の一柱より。基本的にインナーを社員とし、アウターを労働者として雇っているが、その体制にアウターの不満は爆発寸前である。
SIVAの前身である『IVA』時代は図体ばかり大きいスーパーコンピューターを経営の中核としていたが、後に世界の情報企業体を結びつけた社会共同体として発展。202X年の全世界のネットワークの『動脈』を担っており、そのネットワークセンターがSIVAタワーである。ネットワークセキュリティは堅固であり、本社ビルの見取図は強力なプロテクトが施されており、アイレンが雇っているAランクのハック・スタッフが何人も廃人にされ手に入れる事は不可能である。また技術開発は202X年現在においてトップクラスではある。しかし一部公表していない非人道的な実験を行っている。

#### 組織
魔天八部衆
SIVAの中核をなす8人の術者。それぞれSIVA内部で役職を持っているが、南天リーだけは魔天教司祭として魔天教の催しに参加している。
だが魔天王にとっては自らの野望を実現させるだけの捨て駒として利用されている。基本的に世襲制であり、老師は魔天八部衆であった事を『生まれの悲劇』と語る。
20年前の旧香港の混乱時に老師・カイを含む4人の魔天八部衆を失っており、東天ダイが抜けた4人の後釜を探していた。
黒刀（ハイタオ）
元々は旧香港の治安部隊として組織された。名前の由来は治安部隊時代に黒い刀身だけが異様に目立つカーボンブレードを装備していた事からその名前が採用された。
現在はインナーセキュリティであり、SIVAの公式軍備組織としての地位を確立している。
東天ダイの下、治安活動の他に超常能力者捜しを誘拐等の非合法手段を使って行っていた。
現在は全て黒で統一された制服に身を包み、ガンソードを装備。
シャオメイを拉致する時やホウメイを暗殺する為に動いていたのも黒刀達である。
東天ダイの死によって、組織として徐々に機能しなくなった。
インナー
インナーシビリアン（上層市民）の略称。
旧香港の全域を覆う人工地殻である上層区域の市民。その多くはSIVAの社員である。所有するIDカードに制限はついておらず下層区域への出入りも自由という特権を持つ。
インナーからアウターによる処罰は黙認されており、それ故に『アウターハンティング』といった人権を無視した行為が行われているのが実状である。
アウター
アウターワーカー（下層市民）の略称。
人工地殻の底にある旧香港である下層区域の市民。IDカードによる徹底した区画管理の下、SIVAの各種施設への労働力としての役割しか与えられていない。更にSIVAの施設で働くにはボーダーパスとインナーパスが必要になり、アウターの中でもその両方のパスを持つ一握りの人間だけしか働けない。
旧香港の混乱後に現れた多種多様の魔物達につねに生命を脅かされているが、インナーからも『アウターハンティング』の獲物として狙われている。

#### 技術
人工地殻（プレート）
降魔変により壊滅した旧香港の惨事を隠すかのように設計施工された。あらゆる天変地異に耐えられるという謳い文句だったが、マーヤー界にある幻影城が地上に降臨した際の大災害にその弱さが露呈された。
SIVAタワー
202X年の全世界のネットワークの『動脈』を担う情報処理用のネットワーク電脳炉が配置されている。
Ｔ2電磁ロックと厚さ70ミリの超硬質複合新素材のブレア式衝撃緩衝構造のゲートを持ち、タワー全体は強力な対呪シールドで被われており、どんな近くからでも転移侵入出来ないようにしてある。
上部には宿泊施設があり新香港の夜景を一望できる。マーヤー界にある幻影城への次元の扉も存在している。
ルナタイト
SIVAの関連子会社であるルナ・インダストリア社が月面で発見した非クォーク物質。
制御可能な反重力特性を持っており、その埋蔵量とあいまって高価ながら急速に普及しつつある。
EVやスピナーは勿論、その反重力特性を生かしたルナタイトの名を冠した防具や超金属斬糸といった武器も作られている。
EV（エレクトリック・ビークル）
低規模反重力クラフトと内燃機関の併用による下層区域を結ぶ一般的な交通機関。
内燃機関を超えるパワーと航続力を有する。定員は5名まで。
ただし利用区間はIDカードに登録されている区間のみ。料金は5H$。
スピナー
反重力クラフトを最大限に引き出した、画期的な交通機関。
空中に浮かぶ力と推進力を得た特殊車両であるが、交通システムが十分に整備されておらず、特定登録者のみの限定となっている。
ゲーム中では黒刀専用車と妖鋼妃が所有しているワダツミだけが登場する。
人工生体
技術的にはSIVA内ではかなりのところまで行っており、市場に出すには十分な完成度だったが、倫理問題等があり日の目は見なかった。
SIVAが望んでいたのは魔天王の新しい身体として完全な人工生体であった。
202X年現在、表向きは開発凍結となっているが、西中医研区で密かに実験が行われており、コントロール不能な新世代の人工生体のみ開発されている。
フォースコマンド
旧世代の人工生体には強制的に命令を実行させる為のフォース機能が植え付けられている。これは各個体それぞれ固有のものである。
しかし旧世代も失敗作でありその制御は完全とは言えないが美紅は完全に命令を実行する辺り、かなり完成度が高い。
解除する為には使ったパスワードとそれに対応するリムーブコマンドを与えるしかない。
曼荼羅システム
『神なる力の回帰』に必要な巫女がいない、あるいは失い気脈の構築が出来ない時の為に創られたシステムであり人工的に『天』の資質を持つ者に対して『天』の力を与える。
ネットワーク上に流れていた『MATEN』という怪情報の正体。
新政区でシステムを構築し、本来は新型電脳炉で稼動させる予定だったが、北天メシュメルの死後、SIVAタワーで稼動させている。しかし旧型統合システムでは動かないはずのものが動いている事自体理論的におかしい話であり、何が起こるのかも不明である。
物語の序盤でシャオメイがリーに拉致された時点では既に第二段階まで運用されており、最終段階では魔天王が立ち会う予定であった。
魔天王が行った曼荼羅システムの最終段階では幻影城の次元転移を行う。
ネットワーク・ダイブ
曼荼羅システムを起動させる為に使う。
ニューロン・インターフェイス接続を行い、DNA情報を照合し、対象固体を確認する。その後、生体機能制御をMOTHER代行モードへ移行し、意識変換レベルを行う。その際に全SIVAコンピューター群をMOTHER統治下へ置く。
SIVAネットワークをフルオープンさせ、各種ネットワークのハッキング及ぶネットワーク・ウィルス転送を行う。
ネットワーク接続を完了させれば曼荼羅システムの発動が可能となる。
異物が入れば抗体プログラムを起動し、指定固体の強制排除を行う。この場合は指定固体の意識変換を解く事になる。
基本的にネットワーク・ダイブは新型電脳炉以外にSIVAタワーの旧型統合管理システムでも行う事が出来る。
但し、両システム共に擬似人格コンピューターによる支援が必要と思われる。
擬似人格コンピューター
各自サポートを行う為に導入されているプログラム。
ゲーム中では天人の部屋のセキュリティ及びメッセージ受け取り用の『フレディ』。
曼荼羅システム起動後のネットワーク・ダイブ時ダイブ者をサポートする擬似人格コンピューターが起動する。
新政区の新型電脳炉の『VISHNU』。
SIVAタワーの旧型統合管理システムの『BRAHMA』。
それぞれの名前の由来はヒンドゥー教の3最高神の一柱より。

### 魔天教
新香港を発祥とする新興宗教だが、魔天王が自らの野望である『神なる力の回帰』を実現させる為に興した宗教。
新香港の徹底管理された中では人々の心は安らぎを求める方向へと向かっている為、入信者は日を追うごとにインナー、アウター問わずその数を増やし続けている。魔天教演舞堂への機材の持ち込みは禁止されており、催しの内容は不明である。『ブレイン・ストーマー』と呼ばれる超次元体験装置の中に入り、映像と音に身を委ねる瞑想が行われている。当然SIVA製と思われるが機構や理論は一切公表されていない。SIVA側は非科学性を否定せず、認めるような発言をしている。
初めの頃は薬物がらみで大きくなっていったが、今は天の教えに、弱き者の救済、強い精神力が得られるという言葉も並べられ特にシャオメイが巫女として魔天教に現れた時には入信者は爆発的に増加した。

#### ダーサの封印物
ダーサの像
魔天八部衆が1人1体ずつしまい込んでいる像。
火・風・樹・地・雷・鋼・水・月の力を込めた8体の像が存在する。
大体はその体内に埋めこんでおり、像を手にした者は術の強化（本来の2倍に強化）の他に不老の力が宿る。
老師曰く、「ダーサの像は力の依存（依り代）に過ぎず、『天』の資質を有する者が触れる事によってダーサの像が消失し、同時に像に依存していた力が解放される」と語っている。
魔天王から見れば、魔天八部衆を失うよりもダーサの像の消失を問題としており、黒刀が捜索する程である。
ダーサ封印の三神器
『天竜の杯』、『天魔刀』、『天夢鏡』。
この3つが、ダーサ封印の三神器と呼ばれ、真の封印の鍵と言える。
その理由として、ダーサの像は8つの力が封印されているが、『天』の力の依り代に過ぎない為である。
それ故にそれぞれ別々の場所に隠されており、三神器が揃った時に『真の天の力』が手に入る。
天竜の杯
ダーサ封印の三神器の一つ。
天人が6つ目のダーサの像の封印を解いた時に空間転移をして現れる。『天』の資格者として自らを天人に委ねる。
また『天魔刀』を得る為に必要な神器でもある。
天魔刀
ダーサ封印の三神器の一つ。幻影城の中に封じられている。
魔天教に伝わる古文書の一説に封印の解き方が記されている。
魔天王は降魔変前に、この封印を解こうとしたが『天』の名を持つ神器を持っていなかった為に封印を解く事が出来なかった。
『天魔刀』の封印を守護する者達（下記参照）を倒し、封印を解いた後、北の封印を背に、天の扉の向こう側に立ち、その場所で『天』の名を持つ神器を奉げるとマーヤーの海からその姿を現す。
北（水の封印の守護者）　キリアの処刑者
南（火の封印の守護者）　ユウ・リマ
東（地の封印の守護者）　復讐者（レベンジャー）
西（風の封印の守護者）　ヴァーテ
天夢鏡
ダーサ封印の三神器の一つ。
8つのダーサの像の封印を解き、『天竜の杯』、『天魔刀』の二神器を揃えた時に現れる鏡。
『天』の資質を持ち、その力を求めた者を『天』の下へと導くべく自らの中へといざなう。

### 新香港（ネオ・ホンコン）
本作の舞台となる新香港の成り立ちや行政区分は以下の通り
200X年。中国より返還後間もない香港は、「降魔変」と呼ばれる、アジア全土を襲った突発的で大規模な地殻変動により一夜にして崩壊した。香港のとある放送局が最後に流した映像には崩壊した香港の闇にうごめく異形の者達の姿を映し出していたこの異常事態に中国政府は勿論、各国から調査団が香港へと派遣されたが、誰一人として戻らず一切の状況が判らないまま数週間が過ぎ去った。
そこへ近年急速な成長を遂げた民間企業団体である『国際情報企業集団SIVA』が中国政府と協定を結ぶ。SIVAは数ヶ月の調査を行い、崩壊時に発生したと思われる障害を概ね排除したと報告。また、秩序が失われた香港での飢餓、疫病、紛争といった様々な問題に対し、新たな『秩序』と新たな『香港』が必要だと報告を重ねた。その後、中国政府とSIVAとの間で条約が結ばれ、この条約が発動後、英・中両国は香港に関する全ての権限を放棄。以後、香港自治関税権の一切をSIVAへ帰属させる事となった。
20年後の現在、新香港として生まれ変わった香港は全世界のネットワークの『動脈』を担う国際情報企業都市として復興を果たしたが、未だに疑問が残る事柄があった。それは、SIVAの調査団の派遣がどのように実施されたのか、そして各国の調査団が戻らないのになぜSIVAの調査団だけが戻ってこれたのか、の２点であり、その詳細は未だに明かされないままである。
新香港の行政区分は旧香港の全域を覆うように施工された人工地殻上にある上層区域が新たな行政区分として9つの区にわかれそれぞれSIVAの中枢を担う幹部（魔天八部衆）により統括されている。ゲーム中では実際に行ける区は7つとなっている。

#### 西政区
下層区域にクーロン地区を持つ。西政区、クーロン地区共に南側は魔物が闊歩する立入禁止区域となっている。
つい先日、警戒厳重なSIVA本社ビルで爆弾テロが発生した。このテロ後に本社ビルの移転計画の噂が出始めるが、実際に移転計画は前々から出ていたが、同時に社長交代という人事も行われる予定もあった。
現在はテロ対策の為に特別警戒体制をしいており、VIPカードを所持していない人間は行動を制限される他に、重要フロアにはロボット三原則適応外のガードロボットが配備されている。西天フェイの死後、本社は封鎖され、本社出入りのボーダーが突然解雇された。

#### 樹羅区
下層区域にサイクン地区を持つ。表向きは自然保護区。樹羅園と呼ばれる人工の森があり、その奥には昔は生物研究施設だった廃墟がある。異常植物が発生し、人間が住めない状態になりつつある。樹宝殿は魔天教演舞堂の奥に広がる森にある。工業区直通のフソウ・レーンがあるがワーカーズ・ライセンスの無い者は工業区へは行けない。樹羅帝ヴァーラの死後、樹羅園は封鎖される。

#### 東政区
下層区域にティウチャン地区を持つ。黒刀本部である黒刀ビルがあり、主に政治犯を捕らえている。
現在はテロ対策の為、東政区及びティウチャン地区は他の地区から隔離されており、その警戒は尋常ではない。ティウチャン地区へはサイクン地区から人工地殻の下である排水網を通るルート以外に道はない。ティウチャン地区は地下抵抗運動が盛んであり、毎日何人ものアウターが思想犯として黒刀に連行されている。黒刀ビルは有事防衛を想定して迷宮のような造りにしており、黒刀ビルの奥にあるＡ級政治犯専用の特殊房の壁は、特殊合金の積層構造、高出力ビーム柵が扉がわりとなっている。

#### 工業区
下層区域にシェンロン地区を持つ。無人工場があり、そのメンテナンスは人間が行う為にボーダー資格を持つ労働者だけが仕事が出来る出稼ぎの地区。
現在は南天リーの配下が反体制武力活動を行っている為に、SIVAから妖鋼妃の下へかなりの数のカードロボットを追加搬入している。フソウ・レーンの有人車両でしか行けない為、サイクン地区にあるフソウ・レーン乗り場からワーカーズ・ライセンスを持っていないと現地へは行けない。

#### 新政区
下層区域にトロ地区を持つ。政治中枢としてはまだ機能しておらず、SIVAネットワークの新型集中管理システムのセッティング中である。フソウ・レーンは完全に無人化されており、物資輸送用として稼動している。レーン上では最高時速300キロだが、タイロンブリッジ付近では80キロに落ちる。海は奇形魚だらけであり、鱗がなかったり、足が生えていたりする。海上都市は建設途中であり、新型電脳炉は最下層である海底都市にある。北天メシュメルの死後、SIVAネットワークの管理は新政区の新型電脳炉からSIVAタワーへと移る。

#### 西中医研区
下層区域にシャティン地区を持つ。西中医研区は西中両医学の研究の地区とされているが実態はSIVAの生体実験場。現在、遺伝子研究所の中はヤマが放った実験生物達が暴れまわっている。これはテロの所為とされている。研究所内は緊急避難命令が発動中であり、生物汚染レベルは13。更に上昇中であり染色体破損の可能性もある。

#### 中央区
ネットワーク電脳炉が置かれ、全世界のネットワーク動脈を担っているSIVAタワーが存在している。SIVAタワーのシステムは旧型の統合管理システムしかない。

### 用語
幻影都市（イリュージョン シティ）
SIVAの徹底した管理の下に国際情報企業都市として生まれ変わった新香港のもう一つの呼び名。
欲望と退廃が渦巻き、快楽と絶望が人々の心を支配し、地上に現れた魔界の楽園としての顔を持つこの街を人々は様々な想いを込めて『幻影都市』と呼んでいる。
降魔変
200X年、アジア全土を襲った突発的で大規模な地殻変動の名称で、SIVAネットワークサービス内では『大崩壊』として登録されている。現在でも原因については研究が行われているが、決定的な結論には至っていない。
ダイバー（Demon Intercept Vital-Erase Runner）
魔物狩りを生業とするアウター特有の職業で、対魔掃討業者とも呼ばれる。魔物を狩るとそのレベルに応じて自動的に賞金が人民警察から振り込まれる。
ダイバーの中でも圧倒的に優れた技術を有するダイバーはS級（スペシャル）ダイバーと呼ばれる。
現在、新規ダイバーの登録は行われていない。
レジスタンス
カッシュの依頼主。サイクン地区にある廃ビルの中に本部があり、合言葉を言わない限りは中には入れない。
反SIVAの志の下、組織的な活動を行っており、幾度となく黒刀と衝突している。
その組織形態は旧マフィア時代からは変わってはおらず、幹部には旧マフィアが何人もいる。
フソウ・レーン
工業区と樹羅区を結ぶ、高速輸送機関。
今は無人化が進んでおり、当初はドライバー達と黒刀との間で小競り合いがあった。
新政区では完全に無人化されているが、樹羅区では有人車両がまだ残っている。

## 登場人物

### 主なキャラクター
天人（ティエンレン）
本作の主人公。下層区域ダウンタウンを中心に対魔掃討業者『ダイバー』を営む。
出生は不明で、旧香港の混乱時に瓦礫の中で泣いていた所を老師に拾われ育てられる。拳銃系を中心とした銃器の他に、老師と同様に気功術を使う。
『天』の資質があり、魔天八部衆との戦いでダーサの像の力を解放する内にダーサ封印の三神器である『天竜の杯』・『天魔刀』・『天夢鏡』も手にするが、物語終盤で『天』の力を自ら拒否する。
美紅（メイファン）
本作のヒロイン。下層区域を管轄とする人民警察の対魔特別攻撃班に所属し、対魔特別攻撃班主任として指揮を執る。天人とは老師によって兄妹同然に育てられた。妖斬糸と呼ばれる金属糸を使う。
その正体はSIVAが市場に出せる段階であった旧世代の人工生体であり、旧香港の混乱時に老師によって連れ出される。
フォースコマンドでの真の名は紅蓮。
エンディングでは南天リーと共に新香港復興の現場指揮を担当し、後に生還した天人を涙を流して出迎える。
シュウ老師
仙導士で、本名はシュウ・ワン。
天人と美紅の育ての親。天人のアパートメントの北西のビルの間にある庵に住んでおり、普段は美紅の尻を触ったり『桃源酒家』でラオチュウを頼むなどのお茶目な一面を見せる。
見た目は60歳～70歳に見えるが、実年齢は既に100歳を越えている。
元々はカイと同じく魔天八部衆の1人であったが魔天王の野望に気づき、旧香港の混乱時に幼体段階の美紅を連れてカイと共に魔天王の下を離れる。
物語後半でフォースコマンドによって操られた美紅を助ける為、リムーブコマンドを月琴明王ヤマから読み取り美紅に送るが、その際に美紅の気を強引に吸い取った事が原因で自身の肉体が若い気に耐えられなくなり、著しく寿命を縮めてしまう。
ヤグ・マスターとの死闘を終えた直後、ついに肉体の負担は限界に達し、天人に大いなる転機が起こっても己を見失わない事と、美紅とホウメイの事を託してその生涯を終えた。
ホウメイ
トンロン地区のアウター。
両親は事故で数年前に死亡している。双子の姉であるシャオメイと平穏な生活を送ってきたが、南天リー率いる黒服の男達と魔物の集団に姉を拉致されてしまい、ハイウェイで倒れている所を美紅に保護される。
姉とは異なり行動的な性格であり、老師の言いつけを破り樹羅区の魔天教演舞堂へ単独で乗り込んだりもする。
老師からは、「武術の素養があり、そうやすやすとは殺られないとは思う」と評価されている。
後にシャオメイの魂をその身に受け入れ、自身の身体に流れる古の血『天狼』の力が目覚めることになる。
『天狼』の力が目覚めてからは犬狼への変身ができるようになり、後にパーティーに加入しクロー系統の武器を使って戦うようになる。
物語終盤で天人・カイと共に南天リーを救出し共に戦う事を哀訴、心打たれたリーはパーティーに加入するが、リーの希望により彼女は地上へ帰され、エンディングではリー・美紅と共に新香港復興の現場に立っている。
カッシュ
元々は某大国の傭兵で、現在はレジスタンスに所属。
旧香港の混乱時に某大国の国家任務を帯び潜入するも東天ダイに敗れ去り、その後は傭兵となり各地を転戦。
第三次湾岸戦争を皮切りに各地の民族紛争や難民戦争に参加し、ある時は英雄・ある時は国賊として呼ばれるが、決して金の為に戦っておらず、戦いそのものが生き甲斐である。
その20年の間に肉体の80％以上を人工パーツに置き換えている。また老師・ドクとは旧知の仲であり、レジスタンスのタオ・ホーとは雇い主と傭兵との関係である。
戦いの中でもジョークを忘れず、樹羅区へ行く際の美紅との会話でロバート・A・ハインラインの宇宙の戦士のネタを言ったり、黒豹と戦う際にも動物愛護協会の名誉会員と言ったりする。
上述の通り、老師からは『歩く武器庫』、アイレンからは『おじさま』と呼ばれるほどの仲間想いな「心を持った戦闘マシーン」である。
樹羅帝ヴァーラとの戦闘後に、自身の生命に影響が及ぶ事を覚悟してまでドクに生体強化改造を頼み、極限までその能力を上げる。
最期は自身の宿敵である東天ダイを倒すものの月琴明王ヤマが東天ダイに授けたペンダント爆弾を抱え、天人と美紅に後を託してその命を散らした。
アイザック
ドク作製のメカ。老師がドクから賭け事で巻き上げる。
ホウメイからどこか壊れていると言われるが意外にも戦闘能力は高く、機銃・ショットキャノン・MBH砲（マイクロブラックホールキャノン）といった武装を施されている。
西政区にあるSIVA本社ビルにて南天リーの攻撃から天人と美紅を守るべく機銃を放つが、西天フェイの召喚した巨大な風霊ヴァザによって破壊される。
ドク
武器商人で、下層区域ダウンタウンに店を構えている。医師免許は所持していないものの、生体強化改造も行うことができた。天人にも生体強化改造を勧めていたが、本人の同意を得ていたとはいえ極限まで生体強化改造をしたカッシュの死を聞いてからは自身の行為を悔い、生体強化改造を一切やめる。
天人のハンドガンを改造し、呪術の力が込められた銃弾を撃ちだせるフォーミュラガンを制作する。
エンディングでは災害によって店が崩壊するも、アーヤの制作したメカ・ネオティカスの助けによりアーヤと共に難を逃れている。
アイレン
下層区域ダウンタウンでディスコ『桃源酒家』の経営者。インフォメーター（情報屋）も営んでおり、裏の世界の情報流通においてはかなり重要な位置を占めている。その情報網はレジスタンスの一部であり、そのレジスタンスリーダーであるタオ・ホーには借りがある。
老師や天人、美紅らとは古くからの知り合いではあるが、商売に私情を挟まない事がモットー。
年齢、性別は不明}。美紅はマダムと呼んでいる。カッシュに心惹かれていたらしく、彼の死には大きな落胆を隠さなかった。
シャオメイ
トンロン地区のアウターで、ホウメイの双子の姉。
行動的なホウメイとは異なり物静かな少女。
その体に流れる古の血『天狼』の為に、南天リー率いる黒服の男達と魔物の集団に拉致されてしまう。
老師が言うには『神なる力の回帰』に必要不可欠な巫女であるとの事。
自分の存在が南天リーを苦しめている事に心を痛める。
弱き人々を救済する為にと魔天教に従っていたが、暴走したノイの自我を取り戻させる事に成功した直後に月琴明王ヤマによってノイを殺された事に反発。その結果、食事を一切取らずに自らの命を絶つ事を選び、南天リーに看取られながらその生涯を終える。
その後、魂となって天人たちのもとに現れ、今後の戦いにホウメイの力が必要になる事と魔天八部衆の中から天人たちの仲間になる人物が現れる事を伝え、自身の魂をホウメイの身体に宿して『天狼』の力を目覚めさせた。
薬師カイ
謎の魔人。
『気』を消費しない薬仙術を使い、空間転移やどんな結界ですら無効にする力を持つ。老師とは古くからの知り合いであり、本名で呼ぶ。また、また青龍という人物とも知り合いである。
SIVA本社ビルに乗り込み、南天リーの攻撃を受け捕らわれた天人の前に現れ、共に来るように誘うが美紅を助けると辞退される。その際、なぜか取り上げられていた装備一式を空間転移で天人の前に戻す。
西中医研区の遺伝子研究所内で天人達と再び出会い、老師とは紅狼の一件以来の再会を果たす。
老師の死後、天人達の前に姿を見せ、「死から逃れる為には人である事をやめる事だ」と天人に語る。
その正体は老師と同じくかつての魔天八部衆の1人であり、旧香港の混乱に紛れて老師と共に魔天王の下を離れていた事が本作後半で明かされた。

### 魔天教
魔天王
『天』の力の影である『魔天』の化身で、魔天教の頂点に君臨する。その姿は全身を鎧で包んだ3メートルの大男で、素顔すら見せる事はない。
理想郷（アガルタ）の為に魔天八部衆を使い『神なる力の回帰』に必要な巫女の捜索や、万一の為に曼荼羅システムの起動を画策する。自分の野望の為に魔天八部衆を捨て駒の様に扱う。『天』の力を曼荼羅システムから得た後にマーヤー界にある幻影城を新香港へと降臨させる。
南天リー
本名はリー・ウォン。魔天八部衆の筆頭で、火のダーサの術を使う。
旧香港の混乱後に八部衆に迎えられた4人のうちの1人で、魔天教の司祭も務めている。感情を表に出す事はないが、『神なる力の回帰』に必要な巫女であるシャオメイと接する内に自分でも気づかない感情が芽生え始める。シャオメイの護衛役を務め、シャオメイの為ならばどんな苦しみに耐える事やいかなる敵とも戦う事を自分に与えられた使命として誓う。
シャオメイの死をきっかけに魔天王に造反するが、ダーサの像を奪われ次元牢へと幽閉される。
彼もまた美紅同様に旧世代の人工生体であり、『天』の力を手にした魔天王の新しい身体としての役割もあった。
フォースコマンドでの真の名は青蓮。
物語終盤で天人とカイによって次元牢から救出され、ホウメイの哀訴に心打たれパーティーに加入する。
エンディングではSIVAの社長代行に就任し、再生復活した側近のエルファス・マクレガーと共に新香港復興の陣頭指揮と天人の捜索を行っている。
西天フェイ
魔天八部衆の1人で、風のダーサの術を使う。
SIVAの社長を務める一方、めったに人前に出ないことから「延命処理に失敗して二目と見られない姿になった」噂や「報道で公開されている映像は全てCGである」との風聞も聞かれる。
なお、男色家でもあり、リュウケイという稚児がいる。
天人達に風霊ヴァザを倒され、自身も傷を負うとリュウケイを強制的に転移させ、戦いから離脱させる。
魔天王に従いつつも、独自で『天』を捜索している。東天ダイ・北天メシュメルの動向を警戒している。
樹羅帝ヴァーラ
魔天八部衆の1人で、樹のダーサの術を使う。
SIVA特別顧問で、現在は樹羅区の保護長官として現地に赴任。
降魔変前のSIVA幹部リストにはその名前は載っておらず、旧香港の混乱後に愛人のデュランと共に新香港へとやって来た所を東天ダイに見出されて、八部衆に迎えられる。
樹宝殿へ来た天人達を森を荒らす者達と認識してデュランと共に迎え撃つ。
形勢が不利になると、自身を盾にしてでもデュランを逃がそうとする。
東天ダイ
本名はダイ・スガマタ。魔天八部衆の1人で、地のダーサの術を使う。
表向きはインナーセキュリティ黒刀の前トップだが、現在でも実質的な黒刀のトップとして君臨している。
魔天八部衆きっての武闘派であり、魔剣デストロイヤーを操り己の肉体だけで戦う。
魔天王の命令で『天』を捜索する。20年前の旧香港では、国家任務を帯び潜入したカッシュを敗北に追い込んだ張本人。
ある程度攻撃を受けると魔剣デストロイヤーを使役し虎へと変身する。
月琴明王ヤマと関係を持ち、SIVAタワーで一夜を共にした時に貰ったペンダントをお守り代わりにしていたが、それが爆弾とは死んでも分からないままだった。
雷帝アーク
本名はアーク・ライトニング。魔天八部衆の1人で、雷のダーサの術を使う。
SIVAでの確たる役割は持っていない。
以前はロックバンド・亡異の元グルービーで、旧香港の混乱後に東天ダイに見出され、八部衆に迎えられる。
北天メシュメルの命令で工業区を管理する妖鋼妃の支援に仕方なく向かうが、反体制武力活動を行っている南天リーの部下達の掃討だけはやる気充分であり、妖鋼妃からライデンを借り受ける。
東天ダイ亡き後の黒刀の建て直しを任されているという噂もある。
妖鋼妃
本名はアーヤ。魔天八部衆の1人で、鋼のダーサの像を所有。
SIVAから工業区の管理を一任されている。
素顔・両肩・両腕を鋼で隠しており、その名の通り妖鋼妃としての威厳を持つ。
クロガネ・スメラギ・ライデンの3体を制作した。彼女自身は戦闘能力も含め何の力も持っておらず、鋼のダーサの力を与えられたクロガネ達が彼女に付き従っている。
雷帝アークと同じく旧香港の混乱後に東天ダイに見出され、八部衆に迎えられる。天人達に敗れた後はドクの元へ引き取られる。
専用スピナーとしてワダツミがある。エンディングでは新たなメカ・ネオティカスを制作し、ドクと共に災害から難を逃れている。
北天メシュメル
本名はメシュメル・アキム。魔天八部衆の1人で、水のダーサの術を使う。
新政区の代表管理官。西天フェイと東天ダイの亡き後、事実上のSIVAのトップに就任する。
新政区を拠点とした新たなネットワーク・システムのプロジェクトを任されている。相当の美男子でもあるが女癖が悪く常に酒宴を催しており、多数の女性の舞を見ながら自身の周りにも女性をはべらせている。また、彼の腹心も女性である。
新型電脳炉による曼荼羅システムの稼動を魔天王から任されているが西天フェイ同様に野心家であり、『天』の力を得る為の曼荼羅システムを凍結したリュウケイから解除コードを聞き出す際には強力な薬を使用し、解除コードと美紅のフォースコマンドを聞きだした後に殺害するという冷酷な一面を持つ。
月琴明王ヤマと関係を持ち魔天王を欺こうとするが、逆に利用されてしまった。
月琴明王ヤマ
魔天八部衆の1人で、月のダーサの術を使う。
西中医研区の遺伝子研究所所長。妖艶な色香を持ち、東天ダイや北天メシュメルと関係があり彼らを魅了していたが、それは自身の都合の良いように彼らを利用したかっただけであり、実際は魔天王の愛人である。
魔天王から新たな人工生体の研究を任されている。
冷酷な性格で、失敗作だったノイを殺害したり、『血の祝宴』や『アウターハンティング』といった残酷な催しを行っている。
天人達に追い詰められ魔天王に助けを求めるが、魔天王にとって彼女は所詮捨て駒でしかなく、『天』の力を手にした魔天王によって人の姿から魔物であるヤグ・マスターへとその姿を変貌させられてしまった。
リュウケイ
西天フェイの稚児で、科学者でもある。
女性と見間違える程の美しい容姿の男性。西天フェイはリュウケイを敵でなくて良かったと語る程、その優秀さがうかがえる。
SIVA本社ビルに乗り込み、南天リーの攻撃に耐えた天人達に興味を持ち調べている内に美紅が旧世代の人工生体である事を突き止める。気功術も心得ており、西天フェイと風霊ヴァザをサポートする為に、回復呪文を使用する。
天人達に風霊ヴァザを倒され、西天フェイ自身も傷を負った際に西天フェイの力により強制的に転移させられた後、曼荼羅システムを封鎖、SIVAから逃亡をしていた。
北天メシュメルに捕えられた時に自白剤を投与されるも特別な薬物を使用しており解除コードを喋ろうともしなかったが、自身が体験した事のない強力な薬を打たれた結果、解除コードと美紅のフォースコマンドを自白した末に北天メシュメルによって用済みと見なされて殺害された。
デュラン
樹羅帝ヴァーラの愛人で、ネイティブアメリカン。
旧香港の混乱後に樹羅帝ヴァーラと共に新香港へとやってくる。特に役職はないが常に樹羅帝ヴァーラと共にいる。
その正体は樹羅園で噂されている黒豹で、自然を荒らす者や自身に危害を加える者に対しては攻撃的だが、道に迷った子供達を出口まで導くなど心優しい所もある。
形勢が不利になると樹羅帝ヴァーラは身を挺してでもデュランを逃がそうとするが、彼はヴァーラと共に戦う事を選び、黒豹へと変身する。
クロガネ
妖鋼妃によって制作された戦闘メカ。
妖鋼妃に常に従う。武器はブレードで気功術のシステムも組み込まれており、攻気の術を使用する。天人達に破壊されても、スメラギと共に妖鋼妃を護ろうと再稼動する。
スメラギ
妖鋼妃によって制作された戦闘メカ。
妖鋼妃に常に従う。武器は手に内蔵されたマシンガンとメインモニター部に仕込まれたレーザー砲。フソウ・ドライバーであるテツの恋人を殺害した。天人達に破壊されても、クロガネと共に妖鋼妃を護ろうと再稼動する。
ライデン
妖鋼妃によって制作された戦闘メカ。
妖鋼妃に常に従う。武器は四つの腕と背面に装備された人工雷発生装置。また両肩の装甲を浮遊砲として切り離し、人工雷発生装置の力を増幅させる事で強力な雷を相手に対し放出する。南天リーの腹心であるエルファスとマクレガーの二人を雷帝アークと共に排除する。
ワダツミ
妖鋼妃によって制作されたスピナー。
工業区から出る際に登場。調整中だったが問題なく稼動する。
スピナーポートが設置されているダウンタウンを駐車場として同じくスピナーポートが設置されている新政区、西中医研区、中央区への移動手段として用いられる。
ネオティカス
アーヤ（妖鋼妃）によって制作された最新型のメカ。
エンディングに登場し、災害で崩壊したドクの店からアーヤとドクの二人をその下に避難させている。ドクも『アーヤの新作は優秀で自分の制作したアイザックではこうは行かなかった』と褒めている。
エルファス
南天リーの腹心であり、パワードスーツを着用している。
ホウメイを殺害しようと南天リーの許可を得ずに黒服の男達を天人達に差し向けるが失敗に終わる。この事は南天リーの知るところとなるが、民警と探偵では何も出来ないと南天リーから告げられるとその命令に従う。
シャオメイの死後、魔天王に造反した南天リーが工業区に幽閉されていると聞きマクレガーと共に向かうが、マクレガーよりも先に雷帝アークとライデンに殺害される。
しかしマーヤー界にある幻影城が地上に降臨した際の大災害後には再生復活し、マクレガーと共に再び南天リーに仕える。
マクレガー
南天リーの腹心で、丸メガネにカイゼル髭を蓄えた中年男性。魔男爵マクレガーの通り名を持つ。
シャオメイの死後、魔天王に造反した南天リーが工業区に幽閉されていると聞きエルファスと共に向かうが、天人達の目の前で雷帝アークとライデンの前に敗れ去り、天人たちに南天リーの事を託して息絶える。
しかしマーヤー界にある幻影城が地上に降臨した際の大災害後には再生復活し、エルファスと共に再び南天リーに仕える。

### その他
天人王
大いなる混沌より生きる者で、魔天王達が望む『真の天の力』そのものの存在である。
封印の像（ダーサの像）を手にし、三神器を介してその力を求めた者を三神器の一つ『天夢鏡』の中へといざなう。
『天夢鏡』の中の世界で最初は声だけで天人に話しかけるが、物語の最後に黒い雷と共に天人の姿でその眼前に降臨し、『天』と名乗る。
天人に因果関係を尋ねられると自らは『天』（神なる力）、天人を『天にして人なるもの』（神なる力を持つ人）であると説き、『人の世に神の力』を甦らせる為に天人に自らを受け入れるように言うが、受け入れる事を拒否した天人に、その力を振るう。
天人の姿の時はダーサの術を使うが、天人の術による攻撃を受けると魔天王と同じ鎧を身に着ける。更に攻撃を受けると最後の力を使い、巨大な魔物と融合する。
天人に敗れ去った時に自問自答をするが、大いなる意志の下に導かれる声を聞きながら消滅していく。
フラメンコ
下層区域ダウンタウンのディスコ『桃源酒家』のバーテンダー。
アイレンに会う為には彼を通じてでないと会えない。最近はカクテルの味が判る客が少ないと嘆いており、代わりにブレイン・ファッカーばかり作らされている。
マーヤー界にある幻影城が地上に降臨した際の大災害後にはアイレンと共に崩壊した『桃源酒家』のバーカウンターにおり、アイレンから酒をおごる様に言われる。
SIVA役員
名前はないが冬期休暇中のSIVA本社ビルの役員フロアで仕事をしていたが実は愛人のアニスという女性を待っていた。
点検口から現れた天人にハンドガンで脅され、まどろっこしい事が嫌いな老師によって縛られた挙げ句、心を読まれVIPカードを取り上げられてしまう。
ノイ
月琴明王ヤマが創り出した新世代の人工生体。通称『実験体』。
幻影城の廊下で苦しんでいる所を侍女と共に歩いていたシャオメイにより介抱される。
その後自我を失い、南天リーと共に幻影城の廊下を歩いていたシャオメイと侍女の前に音もなく現れ侍女の一人を殺害するが、シャオメイの説得により自我を取り戻すものの、月琴明王ヤマにより処分されてしまう。
この出来事がきっかけでシャオメイは魔天教に反発し、死を選ぶ。
タオ・ホー
レジスタンスリーダーで、元クーロン大学学長。
老師、カッシュ、アイレンとは古くからの知り合い。天人達をサポートする為に、カッシュを新香港へと呼び寄せる等の手筈を整えていた。
SIVA崩壊後にはモーティマー達を指揮し、放棄されたSIVAの施設接収の準備にかかる。
R・モーティマー
レジスタンス。
タオ・ホーの号令の元、SIVA崩壊後に放棄されたSIVAの施設接収の準備にかかる。
マーヤー界にある幻影城が地上に降臨した際の大災害後に発表された手記の中で滅んだ新香港を憐れむ文を記している。
テツ
フソウ・ドライバー。
フソウの無人化反対運動のリーダー。恋人をスメラギによって殺害される。
天人達にスメラギの破壊を頼む。クロガネと共に再稼動したスメラギをワーカーマシンに乗り、自らの命を投げ打って破壊しその復讐を遂げる。

## 移植版
| No. | タイトル               | 発売日         | 対応機種                       | 開発元           | 発売元             | メディア                         | 型式                | 備考            |
| --- | ---------------------- | -------------- | ------------------------------ | ---------------- | ------------------ | -------------------------------- | ------------------- | --------------- |
| 1   | 幻影都市 ILLUSION CITY | 1992年1月18日  | PC-9801 PC-88VA                | マイクロキャビン | マイクロキャビン   | 3.5/5インチ2HD                   | 3.5":12145 5":12155 |                 |
| 2   | 幻影都市 ILLUSION CITY | 1992年7月      | X68000                         | マイクロキャビン | TAKERU             | 3.5/5インチ2HD                   | -                   |                 |
| 3   | 幻影都市 ILLUSION CITY | 1993年3月1日   | FM-TOWNS                       | マイクロキャビン | TAKERU             | 3.5インチ2HD                     | -                   |                 |
| 4   | 幻影都市 ILLUSION CITY | 1993年5月28日  | メガCD                         | アイシステム東京 | マイクロキャビン   | CD-ROM                           | T-51014             |                 |
| 5   | 幻影都市 ILLUSION CITY | 2009年10月27日 | Windows XP SP3/Vista/Windows 7 | マイクロキャビン | D4エンタープライズ | ダウンロード （プロジェクトEGG） | -                   | PC-9801版の移植 |
| 6   | 幻影都市 ILLUSION CITY | 2017年12月12日 | Windows 10                     | マイクロキャビン | D4エンタープライズ | ダウンロード （プロジェクトEGG） | -                   | PC-9801版の移植 |

PC-9801/PC-88VA版
本来ならばMSX turboR版と同時に発売の予定であったが1ヶ月遅れで発売。
画面の横解像度が640ドットなのでMSX turboR版で削除されたキャラクター簡易データ表示が左側に位置する（このレイアウトは、後述の移植版とMEGA-CD版にも継承された）。
なお、ブートストラップの仕様を利用し、PC-88VA版も、PC-9801版と同じパッケージで使用できるように作られている。
内蔵FM音源に加え、MIDI音源にも対応している。
FM TOWNS版
ブラザー工業によって、パソコンソフト自動販売機「ソフトベンダーTAKERU」での販売並びに、パッケージ版が流通している。内容はPC-9801版の純粋な移植である。
X68000版
ブラザー工業によって、パソコンソフト自動販売機「ソフトベンダーTAKERU」での販売並びに、パッケージ版が流通している。内容はPC-9801版がベースだが内蔵音源のサウンドが作り直され、FM音源に加え、AD-PCMのドラム音が付加されている。
MEGA-CD版
MSX turboR版をベースに下記のような変更点が存在する。
- ビジュアルシーン化
  - オープニングのシャオメイ誘拐（パソコン版ではデータブックに掲載されている）
  - パソコン版の最初の会話であるカーチェイス

- その他の追加/変更
  - カッシュの新香港への潜入
  - 天人、美紅の紹介
  - 一部キャラクターの顔グラフィック変更
  - VRシステムのうち、多重スクロールの一部がカットされた
  - 戦闘シーンのレイアウトは、MSX turboR版を移植する形で制作されている
  - MSX turboR版と同じく、戦闘で術を使用する際には術の詠唱を行う
  - 一部のボス戦では、CD-DAによるBGMの演奏が行われる

なお、パソコン版にあったミュージックモードは削除されている。
プロジェクトEGG版
内容はPC-9801版と同一だが、PC-9801版で確認されたラスボス混乱及び石化が出来なくなっている。
また、発売した当初にはDISK7のデータをプログラムに入れ忘れるという初歩的なミスがあったため、再ダウンロードを推奨していたが後に修正されている。

## スタッフ
- 企画・原案・ゲームデザイン：中津泰彦
- 脚本・操演・イベント絵コンテ：加藤雅史
- 人物・コンセプトデザイン：百鬼丸
- マップデザイン：末永仁志
- モンスターデザイン：陣内靖弘
- オープニング&エンディング：古屋賢三
- グラフィック：百鬼丸・末永仁志・陣内靖弘・古屋賢三・川口洋一郎・久保泰章・青木文秀
- 音楽：新田忠弘、福田康文、瓜田幸治
- ミュージックドライバ：山田浩司
- シナリオプログラム：中津泰彦
- PC98プログラム：青木正二郎・山田浩司・三曽田明・伊藤勝己
- MSXプログラム：中津泰彦・伊藤勝己
- VR System Ver2.5：中津泰彦
- 操演システム：中津泰彦
- Mealシステム：山田浩司
- ディレクター：中津泰彦
- アシスト：谷口恵津子・新美里華
- イメージイラスト：橘田幸雄

『フレイ』製作時と同様に「ぴくぴくチーム」が中核となるスタッフの構成となっているが、今作では「I PROJECT」というチーム名に改名してクレジットされている。

## 評価
メガCD版
- ゲーム誌『ファミコン通信』の「クロスレビュー」では6・7・6・7の合計26点（満40点）となっている[7]。

- ゲーム誌『メガドライブFAN』の読者投票による「ゲーム通信簿」での評価は以下の通りとなっており、22.9点（満30点）となっている[8]。

| 項目 | キャラクタ | 音楽 | お買得度 | 操作性 | 熱中度 | オリジナリティ | 総合 |
| 得点 | 4.3        | 3.8  | 4.3      | 3.0    | 3.7    | 3.8            | 22.9 |

- ゲーム本『メガドライブ大全』（2004年、太田出版）では、本作が映画『ブレードランナー』（1982年）の影響を受けているという説に対し「伝奇色が色濃く出ていてほとんど関連性はない」と指摘、また「サイバーパンクSFであるということよりも、主人公や敵キャラクター周辺のドロドロした人間関係のほうがよっぽど興味深い」と肯定的に評価、さらに下層地区の怪しさや敵キャラクターである魔天八部衆とのやりとりなどに関して「間違ってもお子様向けではない」と指摘した上で「昨今のRPGに飽きた人にオススメだ」と主張した[9]。